# اولد رود تاون

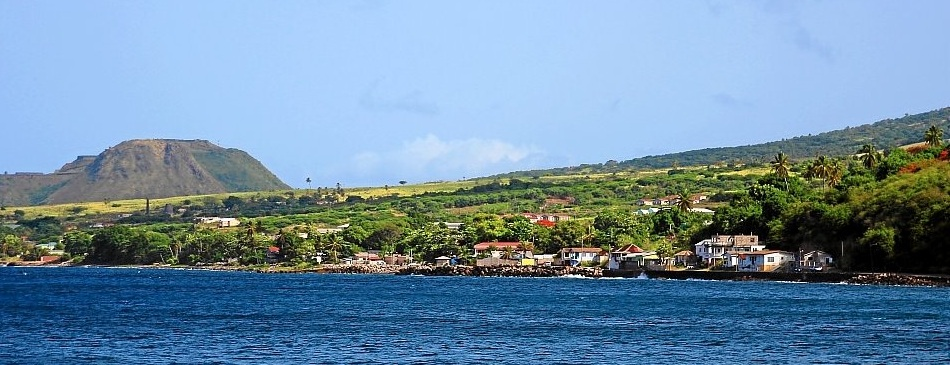
شهرک اولد رود تاون

اولد رود تاون (به لاتین: Old Road Town) یک شهرک در سنت کیتس و نویس است که در Saint Thomas Middle Island Parish در جزیره سنت کیتس واقع شده‌است.